# Kotłowo (województwo pomorskie)
Kotłowo (kaszb. Kòtłowò) – osada w Polsce położona w województwie pomorskim, w powiecie słupskim, w gminie Kępice.
W latach 1975–1998 miejscowość należała administracyjnie do województwa słupskiego
W miejscowości działało Państwowe Gospodarstwo Rolne.